# Essai randomisé contrôlé
Pour les articles homonymes, voir ERC.
Un essai contrôlé randomisé (ECR), essai randomisé contrôlé (ERC), essai comparatif randomisé (ECR) (de l'anglais randomized controlled trial ou RCT), essai comparatif aléatoire ou encore essai contrôlé aléatoire (ECA) est un type d'étude scientifique utilisé dans de multiples domaines (psychologie, soins infirmiers, éducation, agriculture, économie) et en particulier en médecine où il occupe un rôle prépondérant. En médecine fondée sur les preuves, les ECR sont considérés (lorsqu'ils peuvent être réalisés) comme faisant partie des meilleurs moyens (en anglais gold standard) d'évaluer les effets bénéfiques et néfastes d'approches thérapeutiques (médicaments, soins, pansements, dispositifs médicaux, chirurgie, etc.) comparées les unes aux autres.
Après l'évaluation pour éligibilité dans l'étude puis le recrutement, les participants à l'étude sont aléatoirement répartis (randomisation) parmi les groupes correspondant à chaque approche thérapeutique testée. Dans certains cas, on vérifie que les populations des différents groupes sont proches en comparant les caractéristiques de base dont les caractéristiques démographiques comme l'âge ou le sexe (souvent indiquées dans le tableau 1, « données initiales »). Le groupe qui reçoit un placebo ou un traitement à l'efficacité déjà connue est appelé « groupe de contrôle ». L'intérêt de la randomisation est qu'elle limite les biais de sélection puisqu'elle permet une répartition homogène entre les groupes des facteurs pronostiques connus et inconnus. Elle permet une comparabilité initiale.
Ensuite, l'intervention thérapeutique commence. Les sujets, les thérapeutes et les évaluateurs sont dans la mesure du possible en aveugle (on dit aussi en insu), c'est-à-dire qu'ils ne savent pas dans quel groupe est le patient. Ceci permet que la seule variable qui soit différente entre les groupes soit le traitement. L'aveugle est maintenu en utilisant des techniques de placebo (traitement médicamenteux) ou de fausse procédure (traitement non médicamenteux). Cette stratégie permet un maintien de la comparabilité.

## Histoire
Les ECR sont apparus en psychologie, proposés par Charles Sanders Peirce, et en éducation,,. Ensuite, ils ont été utilisés en agriculture. Le premier ECR en médecine est communément attribué à Austin Bradford Hill et fut publié en 1948 dans un article intitulé « Traitement de la tuberculose pulmonaire au moyen de la Streptomycine »,,. Un des auteurs de cet article était Austin Bradford Hill, à qui sont attribués les ECR modernes,.
En 1996, 2001 et 2010, le groupe CONSORT (Consolidated Standards of Reporting Trials, « standards fusionnés pour la rédaction d'essais ») a émis des recommandations dans la rédaction des ECR qui sont largement acceptées,.

## Éthique
Un essai contrôlé randomisé n'est éthiquement acceptable que si les meilleures connaissances actuelles ne permettent pas de dire avec suffisamment de certitude quelle stratégie thérapeutique est a priori la meilleure (on parle alors d'« équipoise clinique »),,.

### Enregistrement de l'essai
Un essai thérapeutique doit être enregistré avant de commencer. Ainsi, on peut savoir si des études sont déjà en cours pour un nouveau médicament. Ce principe d'enregistrement préalable permet de faciliter la mise en évidence de biais de publication,, : les études positives ont davantage de chances d'être publiées que les études négatives.

## Classification

### Par plan d'étude
Dans les principales revues internationales de médecine, les grandes catégories de plans d'étude pour ECR sont :
- en groupe parallèles : chaque participant est aléatoirement assigné à un groupe et tous les participants du groupe reçoivent l'intervention A ou B ou C ;
- en crossover : au cours de l'étude, chaque participant reçoit l'intervention A puis B dans un ordre aléatoire. Soit A puis B, soit B puis A[21],[22] ;
- en Cluster (ou grappes) : des groupes préexistants de participants (écoles, familles, villages) sont alloués de façon aléatoire aux différents bras de l'essai, tous les sujets d'un même groupe font l'objet d'une même intervention A ou B[23] :
  - en grappes avec permutation (stepped-wedge cluster trial) : l'ensemble des grappes (ex : hôpitaux, cliniques, écoles) sont tous dans le groupe A (ex : absence de dépistage de la tuberculose) au début de l'étude et sont ensuite alloués aléatoirement chacun leur tour au bras intervention B (ex : dépistage systématique de la tuberculose) au fil du temps (ex : chaque mois une grappe passe de A à B) jusqu'à ce que toutes les grappes soient passées dans le groupe B [24] ;
- en factoriel : chaque participant est randomisé aléatoirement et reçoit une certaine combinaison d'interventions (par exemple le groupe 1 reçoit vitamine X et vitamine Y, le groupe 2 vitamine X et un placebo Y, alors que le groupe 3 reçoit le placebo X et la vitamine Y et le groupe 4 le placebo X et le placebo Y) ;
- en corps divisé (split-body en anglais) : chaque malade est son propre témoin. On essaye le traitement A sur un organe (par exemple un œil) et un traitement B sur un autre organe (l'autre œil).

Une analyse de 616 ECR indexés dans PubMed en décembre 2006 a trouvé que 78 % des essais étaient en groupe parallèles, 16 % en crossover, 2 % en grappe, 2 % factoriels, 2 % en corps divisé.

### Par hypothèse
Une autre classification propose de distinguer les ECR en fonction de leur hypothèse :
- supériorité : le but est de montrer que le traitement A est supérieur à B. Les conclusions de ce type d'étude sont : « ce traitement A est supérieur à B » ou « on n'a pas réussi à mettre en évidence que A est supérieur à B ». Ce n'est pas une étude en toute rigueur qui permet de démontrer que deux traitements sont équivalents ;

- non-infériorité : le but est de montrer que le traitement A n'est pas (excessivement) moins bénéfique que le traitement B ;
- équivalence : l'hypothèse est que l'efficacité de deux interventions n'est pas distinguable.

## Randomisation
La randomisation consiste à répartir aléatoirement des participants ou des grappes dans deux ou plusieurs groupes. Pour ce faire, des séquences aléatoires sont utilisées. Si une manière simple de produire une séquence aléatoire consiste à lancer une pièce de monnaie (pile ou face) ou un dé, les séquences aléatoires généralement utilisées dans les ECR sont produites par des algorithmes informatiques ou extraites de listes proposées dans des manuels de statistiques.

### Objectifs visés par la randomisation
Une procédure de randomisation idéale vise à atteindre les objectifs suivants , :
- comparabilité des groupes au niveau des variables connues et inconnues affectant les résultats (ex : âge, sexe, connaissances, handicaps, revenu)[26],[28]. La randomisation permet ainsi d'appliquer certains modèles statistiques fondés sur l'hypothèse de groupes comparables ;
- dissimulation de l'affectation des traitements (concealment of allocation) pour chaque patient (ou grappe), de manière à limiter la possibilité que les chercheurs sachent d'avance dans quel groupe les prochains participants se retrouveront (le risque étant un biais de sélection).

### Procédures de randomisation
La répartition aléatoire des participants (ou des grappes) dans les groupes peut être réalisée en suivant différentes techniques telles que :
- la randomisation simple : chacun à leur tour, les participants sont répartis dans les groupes selon une séquence purement aléatoire (ex : ABAABBABABAABBBBA). Le risque est cependant que le hasard produise des groupes de taille très différente ;
- la randomisation de paires (pairwise randomization) : les participants sont réunis en paires jugées similaires (ex : 2 participants du même âge et du même sexe) puis répartis aléatoirement dans les deux ou plusieurs groupes (ex : AB, AB, BA, BA, AB, BA, AB). La comparabilité de taille des groupes est assurée, mais le risque est alors que l'allocation du second patient de chaque paire soit connue d'avance par l'investigateur, en particulier si l'essai clinique n'est pas en double aveugle ;
- la randomisation en blocs (bloc randomization) : une taille de bloc (ex : 3 participants par bloc) et un ratio d'allocation (ex : 2:1, soit 2 participants dans le groupe A pour 1 participant dans le groupe B) sont définis puis les sujets sont aléatoirement affectés dans chaque bloc[26] (par exemple, avec des blocs de 3 participants et un ratio 2:1 : ABA, BAA, BAA, ABA, BAA, BAA, etc.). La randomisation par blocs limite le risque de différence de taille entre groupes. Cependant, des blocs de taille fixe compromettent la dissimulation d'allocation pour le dernier patient de chaque bloc. On tend donc à leur préférer des blocs de taille aléatoire ;
- la randomisation stratifiée (stratified randomization) : Si un (voire plusieurs) facteurs sont connus pour influencer le résultat du traitement, il est recommandé de faire des listes de randomisation séparées pour les patients présentant ou non ce facteur. Par exemple, le sexe ou la tranche d'âge des patients, le stade de gravité de la maladie traitée, la présence de conditions associées, un marqueur génétique, etc. peuvent justifier une stratification. Pour les études multicentriques, le centre est souvent pris comme facteur de stratification, de manière à équilibrer l'influence de facteurs locaux sur la réponse au traitement (habitudes de suivi des patients, qualité de la prise en charge, influences environnementales, etc.).

## Dissimulation de l'affectation (allocation concealment)
La dissimulation de l'affectation est l'ensemble des précautions prises pour empêcher que le patient ou que l'investigateur puissent savoir à l'avance à quel groupe de traitement le patient va être affecté. Une randomisation centralisée permet ainsi une allocation cachée dans les études multicentriques. Une autre procédure consiste à fournir aux investigateurs une série d'enveloppes scellées et numérotées, chacune contenant l'affectation du traitement pour un seul patient ; à chaque inclusion de patient, l'investigateur ouvre une enveloppe, sans que l'affectation du prochain patient ne soit dévoilée. Cette procédure doit être expliquée dans le protocole et la publication. Le processus d'affectation secrète est plus important quand la valeur mesurée est objective que quand elle est subjective.

## Mise en aveugle (blinding)
Un ECR peut être en aveugle (masqué) grâce à des procédures pour éviter que les patients, soignants et évaluateurs ne puissent savoir quelle intervention le patient a reçu. Contrairement à l'allocation cachée, l'aveugle (on dit aussi « l'insu ») est parfois impossible ou inapproprié dans certains ECR, par exemple si le traitement nécessite une participation active du sujet (kinésithérapie, psychothérapie) ou du soignant (chirurgie). Les ECR étaient traditionnellement classifiés comme « en simple aveugle », « en double aveugle » ou « en triple aveugle ». Cependant, en 2001 et en 2006, deux études ont montré que cette signification était comprise différemment pour des personnes différentes,. En 2010, l'énoncé CONSORT recommande aux auteurs de ne plus utiliser ces termes de « simple », « double » ou « triple aveugle » mais de dire, s'il y a eu aveugle, qui était en aveugle après l'affectation pour une intervention (les patients, les soignants ou les évaluateurs) et comment,.
Les ECR sans aveugle sont appelés « en ouvert »,,. En 2008, une étude a conclu que les résultats d'ECR en ouvert avaient tendance à être biaisés seulement dans les études où les critères évalués étaient subjectifs et non pas objectifs. Il est toujours préférable et très souvent possible de mettre en aveugle l'évaluateur ou d'évaluer un critère objectif pour permettre l'évaluation de résultats.

## Rédaction de résultats
L'énoncé CONSORT dont la première version a été publiée en 1996 est une checklist de 25 items qui vise à rendre les rapports des études plus transparents et exhaustifs ; c'est-à-dire que les lecteurs puissent déterminer ce qui a été ou pas entrepris et avoir accès au maximum de détails jugés importants (par exemple les conflits d'intérêts des auteurs, le nombre de participants exclus des analyses, etc.). Des extensions de l'énoncé CONSORT existent pour certains cas particuliers (ex : traitements non médicamenteux).

### Usage en politique
Les essais contrôlés randomisés (ECR)  sont une méthode fréquemment utilisée pour construire des décisions politiques fondées sur les preuves, De nombreux biais existent cependant et ce peut être un moyen détourné pour les dirigeants politiques de se détourner de leur rôle dans des choix qui doivent rester politiques .

## Avantages
Selon une étude dans le domaine des traitements médicaux publiée par la Cochrane library, spécialiste des méta-analyses, « en moyenne, il existe très peu de preuves indiquant des différences significatives au niveau de l'estimation de l'effet entre les études observationnelles et les essais contrôlés randomisés ». Bien que non statistiquement significative (95 % CI 0.95 to 1.43), il semble y avoir une différence d'effet entre les ECR et les études observationnelles lors de l'examen des études avec des interventions pharmacologiques uniquement ou des études sans interventions pharmacologiques. 

## Limites et inconvénients
Les essais contrôlés randomisés (ECR) font traditionnellement référence pour déterminer les effets d'interventions médicales, mais comme tous les protocoles d'études ils présentent également des limites.
Les facteurs qui peuvent limiter la validité externe des ECR sont :
- le lieu (ce qui fonctionne avec une population d'un pays peut ne pas marcher dans une autre population) ;
- les caractéristiques des patients. L'essai peut ne pas refléter l'utilisation réelle de produits médicaux ou le strict respect d'un protocole par les patients. En outre les ECR peuvent inclure des patients dont le pronostic est meilleur que la moyenne ou peuvent exclure des femmes, des enfants, des personnes âgées ou des patients avec d'autres pathologies) ;
- procédures de l'étude (un ECR peut nécessiter des procédures diagnostiques ou un suivi intensif qui peuvent être difficiles à appliquer dans le monde réel) ;
- les critères d'évaluation (les ECR peuvent utiliser des critères d'évaluation composites rarement utilisés dans la pratique clinique ou des critères intermédiaires qui ne sont pas forcément pertinents) ;
- un rapport des effets indésirables incomplet.
- Des effets indésirables rares ont une faible chance d'être détectés dans un ECR visant à évaluer l'efficacité d'un médicament, à moins d'avoir un échantillon très large. De tels effets seront donc mieux évalués par des études observationnelles conduites après commercialisation d'un nouveau médicament.

## Désavantages
De nombreuses études traitent des inconvénients des ECR,,. Parmi les inconvénients les plus fréquemment mentionnés, on peut citer :

### Temps et coûts
Les ECR peuvent être coûteux. Une étude a révélé que 28 ECR de phase III avaient été financés par le National Institute of Neurological Disorders and Stroke avant 2000, pour un coût total de 335 millions de dollars, soit un coût moyen de 12 millions de dollars par ECR. Néanmoins, le retour sur investissement des ECR peut être élevé, dans la mesure où la même étude prévoyait que les 28 ECR produisaient un « bénéfice net pour la société sur 10 ans » de 46 fois le coût du programme d'essais, sur la base de l'évaluation d'une année de vie pondérée par la qualité égale au produit intérieur brut moyen par habitant.
La conduite d'un ECR prend plusieurs années avant d'être publiée, ce qui fait que les données ne sont pas accessibles à la communauté médicale pendant de longues années et peuvent être moins pertinentes au moment de la publication.
Il est coûteux de maintenir les ECR pendant les années ou les décennies qui seraient idéales pour évaluer certaines interventions,.
Les interventions visant à prévenir des événements qui ne se produisent que rarement (par exemple, le syndrome de mort subite du nourrisson) et des effets indésirables peu courants (par exemple, un effet secondaire rare d'un médicament) nécessiteraient des ECR avec des échantillons extrêmement importants et pourraient donc être mieux évaluées par des études d'observation.
En raison des coûts de fonctionnement des ECR, ceux-ci n'examinent généralement qu'une seule variable ou très peu de variables, reflétant rarement le tableau complet d'une situation médicale compliquée ; alors que le rapport de cas, par exemple, peut détailler de nombreux aspects de la situation médicale du patient (par exemple l'historique du patient, l'examen physique, le diagnostic, les aspects psychosociaux, le suivi).

### Risques de conflits d'intérêts
Une étude réalisée en 2011 pour révéler d'éventuels conflits d'intérêts dans les études sous-jacentes utilisées pour les méta-analyses médicales a examiné 29 méta-analyses et a constaté que les conflits d'intérêts dans les études sous-jacentes aux méta-analyses étaient rarement révélés. Parmi les 29 méta-analyses, 11 proviennent de revues de médecine générale, 15 de revues de médecine spécialisée et 3 de la Cochrane Database of Systematic Reviews. Les 29 méta-analyses ont examiné un total de 509 essais contrôlés randomisés (ECR). Parmi ceux-ci, 318 ECR ont fait état de sources de financement, dont 219 (69 %) financées par l'industrie. 132 des 509 ECR ont fait état de conflits d'intérêts entre les auteurs, 91 études (69 %) révélant des liens financiers de l'industrie avec un ou plusieurs auteurs. Ces informations étaient cependant rarement reflétées dans les méta-analyses. Seuls deux (7 %) ont fait état de sources de financement d'ECR et aucun n'a fait état de liens entre les auteurs d'ECR et l'industrie. Les auteurs ont conclu que « sans reconnaissance des informations sur les pays d'origine en raison du financement de l'industrie ou des liens financiers entre l'industrie et l'auteur des ECR inclus dans les méta-analyses, la compréhension et l'évaluation par les lecteurs des preuves issues de la méta-analyse peuvent être compromises ».
Certains ECR sont entièrement ou partiellement financés par l'industrie des soins de santé (par exemple, l'industrie pharmaceutique), par opposition à des sources gouvernementales, à but non lucratif ou autres. Une étude systématique publiée en 2003 a trouvé quatre articles de 1986 à 2002 comparant des ECR parrainés par l'industrie et non parrainés par l'industrie, et dans tous les articles, il y avait une corrélation entre le parrainage de l'industrie et les résultats positifs des études. Une étude de 2004 sur les ECR de 1999 à 2001 publiés dans les principales revues médicales et chirurgicales a déterminé que les ECR financés par l'industrie « sont plus susceptibles d'être associés à des résultats statistiquement significatifs en faveur de l'industrie ». Ces résultats ont été repris dans des essais en chirurgie, où, bien que le financement de l'industrie n'ait pas eu d'incidence sur le taux d'abandon des essais, il était toutefois associé à une probabilité de publication plus faible pour les essais achevés. L'une des raisons possibles des résultats favorables à l'industrie dans les ECR publiés et financés par l'industrie est le biais de publication. D'autres auteurs ont cité les objectifs différents de la recherche universitaire et de la recherche financée par l'industrie comme contribuant à cette différence. Les promoteurs commerciaux peuvent se concentrer davantage sur la réalisation d'essais sur des médicaments qui se sont déjà révélés prometteurs lors des premiers essais, et sur la reproduction de résultats positifs antérieurs pour répondre aux exigences réglementaires d'approbation des médicaments.

### Éthique
Si une rupture technologique en matière médicale est mise au point, il peut être difficile de la tester de manière éthique dans un ECR s'il devient « évident » que les sujets témoins avec placebo ont de moins bons résultats, soit en raison d'autres tests précédents, soit dans la phase initiale de l'ECR lui-même. Sur le plan éthique, il peut être nécessaire d'interrompre prématurément l'ECR, et il peut éventuellement devenir impossible d'obtenir l'approbation éthique et l'accord du patient pour continuer à refuser le nouveau médicament par exemple au groupe de contrôle lors de futurs ECR.

### Autres inconvénients
- Lorsqu'un essai contrôlé randomisé n'inclut pas un suffisamment grand nombre de participants, des déséquilibres importants entre les groupes peuvent exister. Pour équilibrer les groupes dans ces situations, certains auteurs recommandent diverses stratégies de randomisation (ex. : randomiser des paires de participants, en anglais « pairwise randomisation »). Combiner statistiquement les résultats de multiples petits ECR suffisamment similaires dans des méta-analyses permet également de répondre à ce manque.
- En fonction des interventions évaluées, un ECR peut être extrêmement onéreux (ex. : étude impliquant des millions de participants et un tout nouveau médicament contre le cancer) ou ne coûter que très peu (ex. : étude d'un médicament générique déjà sur le marché depuis longtemps avec 100 participants suivis au moyen de données récoltées automatiquement par les hôpitaux). Mais le retour sur investissement peut être élevé pour les sociétés pharmaceutiques si elles réussissent à démontrer l'effet de leur traitement.
- Du fait de leur coût et leur financement par l'industrie, les ECR de médicaments font peu de place au repositionnement de molécules bon marché potentiellement efficaces mais tombées dans le domaine public.
- Un ECR ne peut durer trop longtemps, ce serait trop coûteux. Un effet indésirable qui n'apparaîtrait qu'avec 10 ans de recul ou plus ne sera dès lors pas connu au moment où les chercheurs tirent leurs conclusions. Un tel effet sera mieux pris en compte par des études observationnelles qui pourront être conduites sur une longue période après commercialisation d'un nouveau médicament.
- Il y a une corrélation entre le financement des ECR par l'industrie et les résultats d'une étude[54]. Une des raisons invoquées est le biais de publication : les entreprises comme les chercheurs académiques ont moins tendance à publier leurs résultats d'étude lorsque ceux-ci sont négatifs.
- Les sujets étudiés doivent donner leur consentement éclairé. Cependant, de nombreux sujets croient être certains de recevoir le meilleur pour eux personnellement. Ils ne comprennent pas la différence entre la recherche et le traitement.
- Les ECR posent une question bien précise et y répondent en étudiant une ou quelques variables. Ils reflètent rarement l'histoire complète d'une situation médicale comme peuvent le faire des rapports de cas cliniques.
- S'il devient évident que les participants du groupe de contrôle ont moins de chance, il est éthiquement discutable de lancer ou de continuer un ECR.
- Les ECR sont très longs à mettre en place, à mener et à analyser. Ils sont le plus souvent pas ou peu flexibles. Ils ne permettent généralement pas de valider en temps utile des traitements efficaces dans le cadre d'une épidémie ponctuelle.

## Complémentarité avec d'autres types d'études
Les essais contrôlés randomisés peuvent utiliser des méthodes mixtes en combinant plusieurs approches en recherche (ex : ECR incluant des interviews des participants) ou être conçus et exécutés en mettant à profit les contributions d'autres types d'études.

### Avec des études qualitatives
Les études qualitatives, faisant souvent recours aux interviews permettent de recueillir des données dites « qualitatives » telles que les points de vue des patients et des intervenants. Celles-ci peuvent contribuer à un essai contrôlé randomisé de diverses manières, par exemple en permettant  :
- De sélectionner les résultats (outcomes) jugés importants à mesurer (ex : mortalité, fatigue, nausées, coûts)
- D'évaluer la faisabilité d'un essai contrôlé randomisé (ex : capacité des pharmaciens à produire des placebos pour l'étude)
- D'identifier les difficultés, défis et problèmes pour les participants et les intervenants contribuant à l'ECR (ex : difficultés à expliquer la randomisation, refus de participer)
- D'évaluer si l'intervention a été offerte de la manière prévue dans le plan de l'étude (fidélité au protocole de l'ECR)

### Avec d'autres études quantitatives

#### Méta-analyses
Les résultats quantitatifs des essais contrôlés randomisés peuvent être combinés statistiquement dans des méta-analyses. Cela permet notamment d'augmenter le nombre total de participants (ou de grappes voire d'évènements) et la précision des résultats au travers d'une augmentation de la puissance statistique.

#### Revues systématiques
Les résultats des essais contrôlés randomisés peuvent être regroupés dans des synthèses d'études (revues systématiques). Celles-ci permettent ensuite de comparer et de contraster les résultats entre les études ; d'identifier les manques et les forces des recherches actuelles, le besoin ou non d'en réaliser davantage.

#### Études imbriquées (SWATs)
Les essais contrôlés randomisés peuvent « porter » des recherches visant à identifier de meilleures manières de réaliser certains processus (par exemple les stratégies de recrutement des participants dans l'ECR). On parle dans ces situations d'études imbriquées dans un essai clinique (SWATs en anglais).

## Alternatives
Des études observationnelles bien menées peuvent donner des résultats similaires à des ECR, en étant plus faciles à mener et moins chères.
Des ECR peuvent être inutiles si l'effet d'une nouvelle thérapeutique est évident. Un exemple est la combinaison de chimiothérapie associant de la cisplatine pour des cancers du testicule métastatiques qui a augmenté le taux de guérison de 5 % à 60 % en 1977 dans des études non-randomisées. Cependant, on peut toujours prévoir une sortie d'étude dans un ECR si l'effet du traitement est rapidement démontré.
Selon les Académies nationales des sciences, d'ingénierie et de médecine, des preuves mieux reliées à une utilisation réelle, telles que les preuves réelles (RWE, pour real-world evidence), « peuvent fournir des informations précieuses, aux côtés des ECR, pour éclairer le processus décisionnel relatif aux produits médicaux ».